# Harry Jerome
Harry  Winston Jerome, kanadski atlet, * 30. september 1940, Prince Albert, Saskatchewan, Kanada, † 7. december 1982, Vancouver, Britanska Kolumbija, Kanada.
Jerome je nastopil na poletnih olimpijskih igrah v letih 1960 v Rimu, 1964 v Tokiu in 1968 v Ciudad de Méxicu. Svoj največji uspeh v karieri je dosegel na igrah leta 1964, ko je osvojil bronasto medaljo v teku na 100 m, na 200 m pa je zasedel četrto mesto. Na 100 m je zmagal na panameriških igrah leta 1967 v Winnipegu, na 100 jardov pa na igrah Commonwealtha leta 1966 v Kingstonu. 15. julija 1960 je s časom 10,0 s izenačil svetovni rekord v teku na 100 m, ki ga je bil tri tedne prej postavil Armin Hary. Za tem je še osem atletov izenačilo rekord, izboljša pa ga je kot prvi Jim Hines junija 1968.
Tudi njegova sestra Valerie Jerome in ded John Howard sta bila atleta. Leta 1971 je bil sprejet v Kanadski športni hram slavnih.